# Pegau
Pegau est une ville de Saxe (Allemagne), située dans l'arrondissement de Leipzig, dans le district de Leipzig.

## Quartiers

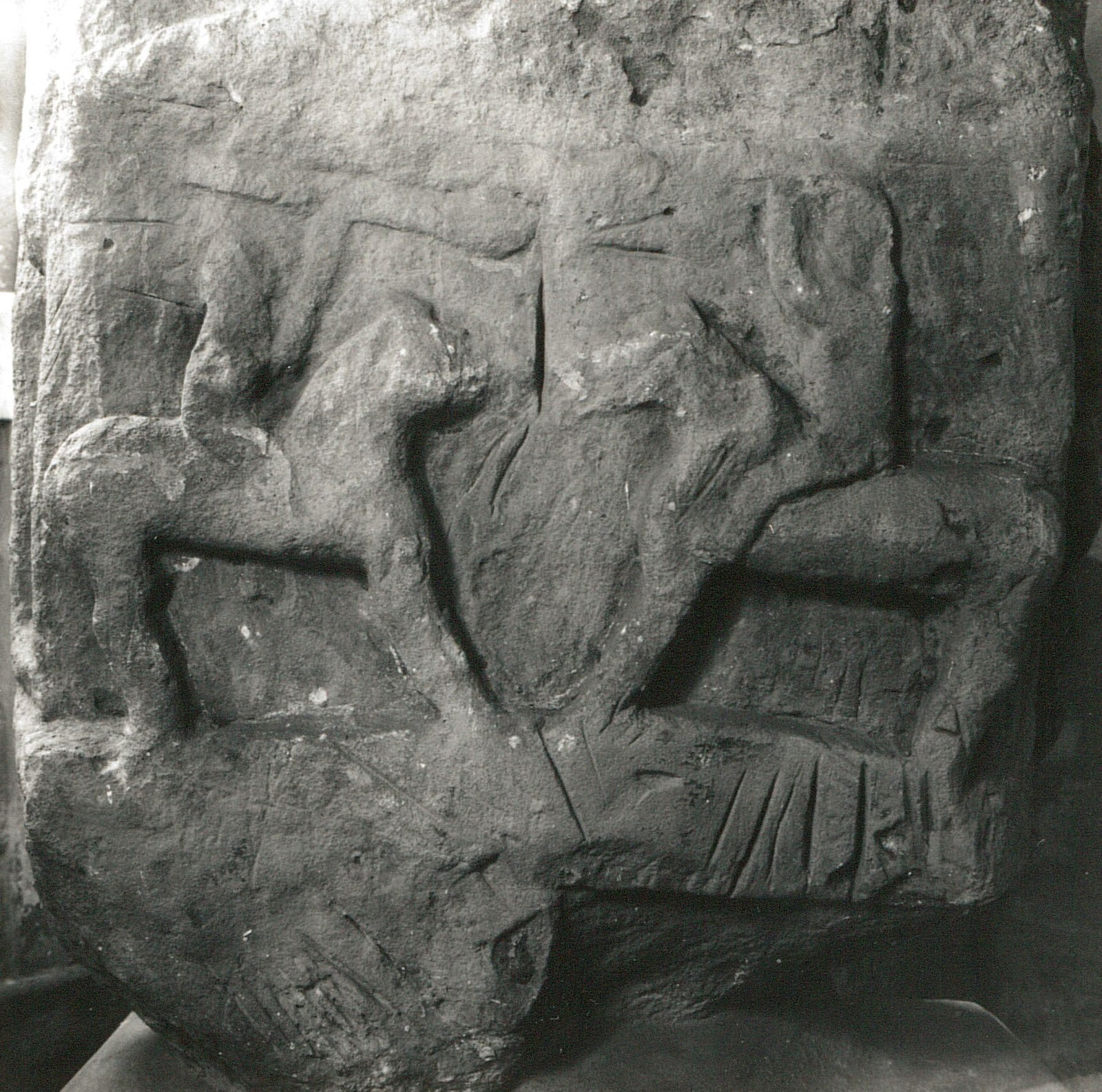
Borne-frontière de Pegau, rencontre de cavaliers (1 slave, 1 germain), 920

- Großstorkwitz
- Kitzen
- Pegau
- Weideroda
- Wiederau